# Klas Adolf Hultkrantz
Klas Adolf Hultkrantz, ursprungligen Johansson, född 16 januari 1823 på Hultåkra i Flisby socken, Jönköpings län, död den 11 juni 1877 i Uppsala, var en svensk teolog, far till Vilhelm Hultkrantz.

## Biografi
Klas Adolf Hultkrantz föddes Johansson som son till bonden på Hultåkra och nämndemannen Johan Danielsson och Kristina Gustafsdotter. Hemmet var mycket religiöst, och han blev i mycket unga år påverkad av den pietism som nådde hemtrakten genom Peter Murbeck. Han inskrevs 1840 vid Linköpings gymnasium, och antog då namnet Hultkrantz.
Hultkrantz var en skarpsinnig man, med djupa filosofiska och teologiska insikter. Han blev student vid Uppsala universitet 1843 och filosofie kandidat 1849, prästvigdes samma år, varefter han tjänstgjorde dels som präst inom Linköpings stift, dels som tillförordnad lektor vid Stockholms gymnasium. År 1851 återkom han till universitetet, blev filosofie magister samma år, avlade 1853 teologie kandidatexamen och kallades till docent i pastoralteologi.
År 1858 blev Hultkrantz adjunkt och 1862 extra ordinarie professor i samma ämne samt utnämndes 1864 till ordinarie professor i exegetik, från vilken plats han 1865 transporterades till professor i dogmatik och moralteologi. Hultkrantz blev 1868 teologie doktor, 1869 ledamot av katekeskommittén och var vid 1873 års kyrkomöte ombud för teologiska fakulteten i Uppsala. År 1876 utnämndes han till kyrkoherde i Förslövs pastorat av Lunds stift.
Bland hans skrifter märks: Historisk framställning och granskning utaf hufvudpunkterna i Plotini theoretiska philosophi (1851), Om olika slag af religionsfrihet och möjligheten af deras införande i Sverige (1857), Om den kyrkliga separatismens orsaker och botemedel et cetera (1858), Om ebreerbrefvets citater ur det Gamla testamentet (1864) samt D:r Martin Luthers Lilla katekes och den antagna förklaringen, med korta anmärkningar och tillägg (1866; 90:e upplagan 1884) med flera kateketiska arbeten.
Hultkrantz var gift med friherrinnan Ingeborg Mathilda Rappe, dotter till majoren friherre Gustaf Vilhelm Rappe och Catharina Mathilda, född Schmiterlöw. Deras barn var Vilhelm Hultkrantz och Axel Hultkrantz. Makarna Hultkrantz och sönerna är begravda på Uppsala gamla kyrkogård.